# Netwerktopologie
Een netwerktopologie beschrijft de fysieke verbindingen tussen Netwerkcomponenten onderling. Hierbij onderscheidt men de vijf volgende soorten bedradingsstructuren: maas-, ster-, bus-, ring-, en boom-structuur, waarbij meerdere systemen soms met elkaar worden gecombineerd.

## Maasnetwerk
|  | Een maasnetwerk werd gebruikt voor telefooncentrales in de 'hogere netvlakken', waar grote telecommunicatie-verkeersstromen uit diverse regio's zijn geaggregeerd en tussen regio's onderling moeten worden doorgegeven. Het voordeel van een maasnetwerk is dat tussen elk tweetal elementen de 'kortste', minst complexe route beschikbaar is, namelijk een directe punt-naar-punt verbinding. Deze topologie wordt bij lokale computernetwerken nauwelijks gebruikt. |

## Sternetwerk
|  | Een stertopologie werd toegepast bij een regionale telefooncentrale en lokale centrales (tegenwoordig komt dit steeds minder voor, omdat men het spraaksignaal digitaliseert en transporteert over het internet, zie: IP-telefonie). Bij centrale computers met tekst georiënteerde terminals is dit nog steeds een gebruikelijke topologie. |

## Busstructuur
|  | In traditionele openbare telecommunicatienetwerken wordt de busstructuur niet toegepast. De busstructuur werd vroeger toegepast bij ARCNET en Ethernet en netwerken, die respectievelijk Token passing en CSMA/CD gebruikten als medium toegang mechanisme. Bij een busstructuur zijn alle computers aangesloten op dezelfde kabel, met aan weerszijden een afsluitweerstand. Het belangrijkste nadeel is dat slechts twee computers tegelijkertijd met elkaar kunnen communiceren, terwijl de overige moeten wachten tot het het medium weer vrij is. |

## Ringnetwerk
|  | In de telecommunicatie worden ringnetwerken recentelijk veel toegepast bij het vormen van transportnetwerken (SDH is daar een goed voorbeeld van). Het voordeel van een ringstructuur is de mogelijkheid om deze te beschermen tegen kabelbreuk tussen twee datacentra. Men laat in dit geval de data via de overige datacentra lopen. In de jaren 1980 was Token ring erg populair voor lokale computer netwerken, maar deze zijn alle vervangen door het moderne Ethernet. |

## Boomstructuur
|  | Bij een boomstructuur is er sprake van een bepaalde hiërarchische gelaagdheid in de wijze waarop groepen nodes aan elkaar gekoppeld zijn. Vanuit een subgroep zijn er geen directe verbindingen met elementen die zich in een andere subgroep bevinden. Deze structuur is de geëigende structuur voor het uitbreiden van Ethernet op basis van Ethernet switches, met bovenin b.v. het modem van de internet provider. |